# Liste der deutschen Botschafter in der Zentralafrikanischen Republik
Die Liste der deutschen Botschafter in der Zentralafrikanischen Republik enthält die Botschafter der Bundesrepublik Deutschland in der Zentralafrikanischen Republik.
1997 wurde die Botschaft geschlossen und der Botschafter in Yaoundé, Kamerun, für die Zentralafrikanische Republik akkreditiert. Dort besteht auch ein gesondertes Verbindungsbüro.
Sitz der Botschaft war in Bangui.
| Name                       | Amtszeit  | Anmerkungen     |
| -------------------------- | --------- | --------------- |
| Heinrich Sartorius         | 1961–1966 |                 |
| Götz von Houwald           | 1966–1967 |                 |
| Dietrich von Kyaw          | 1968      |                 |
| Walter L. Groener          | 1968–1970 |                 |
| Hans Heckmann              | 1970–1972 | Geschäftsträger |
| Reinhard Holubek           | 1972–1973 |                 |
| Hans-Henning Wolter        | 1974      | Geschäftsträger |
| Hans-Christian Ueberschaer | 1974–1977 |                 |
| Reinhart Bindseil          | 1977–1980 |                 |
| Otto Roever                | 1981–1983 |                 |
| Harro Adt                  | 1984–1986 |                 |
| Otfried Garbe              | 1986–1988 |                 |
| Ulrich Dreesen             | 1989–1991 |                 |
| Wilhelm Späth              | 1991–1993 |                 |
| Reinhard Buchholz          | 1994–1997 |                 |